# Hedychium neocarneum
Hedychium neocarneum là một loài thực vật có hoa trong họ Gừng. Loài này được T.L.Wu, K.Larsen & Turland mô tả khoa học đầu tiên năm 2000.